# Пурсель, Ричард
Ричард Пурсель (англ. Richard Pursel; род. 17 сентября 1964, Линкольн) — американский сценарист и продюсер. Более известен по работе над мультсериалами «Губка Боб Квадратные Штаны», «Шоу Рена и Стимпи», «Я — горностай» и «Могучие магимечи».

## Биография и карьера
Ричард Пурсель родился 17 сентября 1964 года в городе Линкольн, штат Небраска, США. Рос в Милфорде, штат Мичиган, где его отец работал инженером по технике безопасности. Окончил Калифорнийский университет в Лос-Анджелесе в 1987 году.
Пурсель начал свою карьеру в компании «Limelight Productions» по созданию музыкальных клипов, где работал ассистентом продюсера. После неё Пурсель устроился «Warner Bros. Animation» в мультсериал «Приключения мультяшек», а позже в «Spümcø» в проект Джона Крисфалуси «Шоу Рена и Стимпи» в качестве сценариста, раскадровщика и ассистента режиссёра. После его завершения в 1996 году Пурсель работал сценаристом в таких проектах, как «Я — горностай», «Новая жизнь Рокко», «Коровка и Петушок» и «Шоу Рена и Стимпи: „Мультфильмы для взрослых“». Позже Ричард присоединился к съёмочной группе мультсериала «Губка Боб Квадратные Штаны» в качестве сценариста, где проработал с пятый по восьмой сезон, но после временно вернулся в десятый — в качестве анимационного сценариста. После «Губки Боба» Пурсель работал в «Cartoon Network Studios» в мультсериалах «Бен-10: Омниверс» и «Могучие магимечи» в роли главного сценариста.
В настоящее время работает исполнительным продюсером в «Netflix».

### Личная жизнь
Ричард женат на Линдси Пурсель с 2003 года, пара имеет двух сыновей; в настоящее время проживает в Пасадине.

## Фильмография

### Телевидение
| Годы                                     | Название                                      | Примечания                                          |
| ---------------------------------------- | --------------------------------------------- | --------------------------------------------------- |
| 1990—1991                                | Приключения мультяшек                         | Художник раскдаровки Ассистент продюсера Оформитель |
| 1991—1996                                | Шоу Рена и Стимпи                             | Сценарист Художник раскадровки Ассистент режиссёра  |
| 1993                                     | Две глупые собаки                             | Сценарист                                           |
| 1993—1994                                | Новая жизнь Рокко                             | Ассистент режиссёра                                 |
| 1997—1998                                | Коровка и Петушок                             | Сценарист Композитор                                |
| 1997—1999                                | Я — горностай                                 | Сценарист Художник раскадровки Композитор           |
| 1999—2000                                | Новое шоу Дятла Вуди                          | Сценарист                                           |
| 2000                                     | Weekend Pussy Hunt                            | Сценарист                                           |
| 2001—2002                                | The Ripping Friends                           | Сценарист                                           |
| 2002—2003                                | Poochini's Yard                               | Сценарист                                           |
| 2003                                     | Шоу Рена и Стимпи: «Мультфильмы для взрослых» | Сценарист Художник раскадровки                      |
| 2005                                     | Роботбой                                      | Главный сценарист                                   |
| 2006—2008                                | Приключения Тома и Джерри                     | Сценарист Главный сценарист                         |
| 2007—2012; 2016—2017; 2021 — наст. время | Губка Боб Квадратные Штаны                    | Сценарист Анимационный сценарист                    |
| 2013—2014                                | Бен-10: Омниверс                              | Сценарист                                           |
| 2014                                     | Микки Маус                                    | Сценарист                                           |
| 2016—2019                                | Могучие магимечи                              | Сценарист Главный сценарист                         |

### Фильмы
| Годы | Название                       | Примечания              |
| ---- | ------------------------------ | ----------------------- |
| 2009 | Вся правда о Губке Бобе        | Документальный ТВ-фильм |
| 2015 | Selección Canina               | Сценарист               |
| 2016 | Пернатая банда                 | Сценарист               |
| 2019 | Красные туфельки и семь гномов | Креативный консультант  |